# Angelika Schyma
Angelika Schyma (* 4. Juli 1949 in Wuppertal als Angelika Leyendecker):97 ist eine deutsche Kunsthistorikerin und Denkmalpflegerin.

## Werdegang
Angelika Leyendecker, Schwester des Komponisten Ulrich Leyendecker, wuchs in Wuppertal auf. Sie legte 1968 am Mädchengymnasium in Barmen ihr Abitur ab. Mit dem Wintersemester 1968/69 nahm sie ein Studium an der Universität Freiburg (Biologie und Chemie) auf. Nach einem Jahr wechselte sie an die Universität Bonn, wo sie Kunstgeschichte im Hauptfach und Klassische Archäologie sowie Orientalische Kunstgeschichte in den Nebenfächern studierte. Ihre in Bonn bei Günter Bandmann begonnene und nach dessen Tod bei Christoph Luitpold Frommel fertiggestellte Magisterarbeit zur Drachenburg mündete 1979 in ihre Promotion zur Dr. phil., die sie noch unter ihrem Geburtsnamen Angelika Leyendecker an der Rheinischen Friedrich-Wilhelms-Universität in Bonn mit der Arbeit Schloss Drachenburg ablegte.:97
Nachdem sie bereits ab November 1973 die Abteilung Inventarisation des Landeskonservators bei der Erstellung der Denkmallisten unterstützt hatte, erhielt sie vom 1. September 1976 bis zum 31. August 1978 zunächst eine Anstellung als Volontärassistentin,:98 ehe sie seit dem 15. Oktober 1978 als wissenschaftliche Referentin in der Kulturguterfassung in dem damals noch in Bonn und seit 1985 in Brauweiler beheimateten Rheinischen Amt für Denkmalpflege Einsatz fand.:597 Mit ihrer Festanstellung als wissenschaftliche Referentin im Mai 1988 übernahm sie neben der schon bisherigen Tätigkeit, der Erarbeitung von Inventaren und Topographien, auch die Leitung der Grundlagenforschung des 19. und 20. Jahrhunderts.:98 Ein Schwerpunkt ihrer Beschäftigung war ab Ende der 1980er Jahre die Grundlagenforschung der Architektur aus der Zeit nach dem Zweiten Weltkrieg im Rheinland – hierbei im Besonderen die Bauten der Bundesrepublik Deutschland bis zur Wende, als deren beste Kennerin sie bezeichnet werden kann.:99
Als erste Frau übernahm Angelika Schyma 1992 die Abteilung Inventarisation des LVR-Amts für Denkmalpflege im Rheinland in Brauweiler.:99 Nach dem Weggang von Wolfgang Brönner, als neuer Landeskonservator von Rheinland-Pfalz, trat sie im September 1991 zunächst kommissarisch und ab dem 1. Juni 1992 definitiv die Leitung der Abteilung Inventarisation an.:545 Seit dem 31. Oktober 2014 ist sie im Ruhestand.:97

## Schriften (Auswahl)
- Schloß Drachenburg (= Arbeitshefte des Landeskonservators Rheinland, Heft 36.) Rheinland Verlag, Köln 1979, ISBN 3-7927-0513-3. (zugleich Dissertation, Rheinische Friedrich-Wilhelms-Universität Bonn, 1979.)
- Stadt Königswinter (= Denkmaltopographie Bundesrepublik Deutschland, Denkmäler im Rheinland, Band 23.5.) Rheinland Verlag, Köln 1992, ISBN 3-7927-1200-8.
- (Schriftleitung): Festschrift zum hundertjährigen Bestehen des Rheinischen Amtes für Denkmalpflege (= Jahrbuch der rheinischen Denkmalpflege, Band 36.) Rheinland Verlag, Köln 1993, ISBN 3-7666-9872-9.
- Was ist ein Baudenkmal? Zur Geschichte der Inventarisation seit Paul Clemen. In: Festschrift zum hundertjährigen Bestehen des Rheinischen Amtes für Denkmalpflege (= Jahrbuch der rheinischen Denkmalpflege, Band 36.) Rheinland Verlag, Köln 1993, ISBN 3-7666-9872-9, S. 111–123.
- Schloß Drachenburg in Königswinter (= Rheinische Kunststätten, Heft 357.) Rheinischer Verein für Denkmalpflege und Landschaftsschutz, Neuss 1990, ISBN 3-88094-662-0 (2. Auflage 1998).
- (mit Wilfried Hansmann und Godehard Hoffmann): Spätgotik am Niederrhein. Rheinische und flämische Flügelaltäre im Licht neuer Forschung (= Beiträge zu den Bau- und Kunstdenkmälern im Rheinland, Band 35.) J. P. Bachem Verlag, Köln 1998, ISBN 3-7616-1362-8.
- Schlag auf Schlag. Der Eiserne Siegfried von Königswinter. Ein Beitrag zum Ersten Weltkrieg. In: Denkmalpflege im Rheinland (ISSN 0177-2619), 31. Jahrgang 2014, Nr. 3, S. 101–105.
- mit Elke Janßen-Schnabel: Das ehemalige Parlaments- und Regierungsviertel in Bonn – Topografie einer Demokratie (= Arbeitsheft der rheinischen Denkmalpflege, 87.) Imhof-Verlag, Petersberg 2024, ISBN 978-3-7319-1398-6

sowie zahlreiche weitere Aufsätze und Beiträge in Fachzeitschriften und Fachpublikationen